# Viktor Mitrou
Viktor Mitrou (grekiska: Βίκτωρ Μήτρου), född 24 juni 1973 i Vlora i Albanien, är en grekisk före detta tyngdlyftare.
Mitrou vann en silvermedalj i 77-kilosklassen vid olympiska sommarspelen 2000.